# يامبا أشا
يامبا أشا جواو (بالبرتغالية: Yamba Asha‏)، من مواليد 31 يوليو 1976 في أنغولا، لاعب كرة قدم أنغولي.
بدأ مسيرته الكروية مع نادي أفياكاو في عام 2000، ولعب معهم حتى عام 2006، وفي عام 2006 انتقل إلى نادي أوسترس، وفي عام 2007 انتقل إلى نادي بيتروليوس لواندا، وهو يلعب معهم حتى الآن.
هو يلعب مع منتخب أنغولا لكرة القدم.

## روابط خارجية
- يامبا أشا على موقع قاعدة بيانات كرة القدم.إي يو (الإنجليزية)
- يامبا أشا على موقع ناشيونال فوتبول تيمز (الإنجليزية)
- يامبا أشا على موقع Soccerway.com (الإنجليزية)
- يامبا أشا على موقع عالم كرة القدم.نت (الإنجليزية)
- يامبا أشا على موقع كووورة